# Phil Brown (football)
Pour les articles homonymes, voir Phil Brown et Brown.
Phil Brown, de son nom complet Philip Brown, né le 30 mai 1959 à South Shields, est un joueur et entraîneur de football anglais.
Pendant les 18 ans de sa carrière de joueur, Brown joue au poste d'arrière droit plus de 600 matchs de championnat anglais, mais jamais au plus haut niveau. Devenu manager, il mène en 2008 Hull City en première division (Premier League), une première dans l'histoire du club. En 2013, il est nommé à Southend United, en League One.
Brown est par ailleurs consultant dans les médias, pour BBC Radio 5 Live notamment.

## Biographie

### Joueur
Élevé dans le Nord-Est de l'Angleterre, Brown commence sa carrière de footballeur à un niveau amateur dans un club de sa ville natale, South Shields, aux côtés de Bobby Davison notamment.
En 1978, Brown devient professionnel à Hartlepool United, au poste d'arrière droit. Il y reste de nombreuses années jusqu'à son départ en 1985 pour Halifax Town. En 1988 il rejoint Bolton Wanderers, avec lequel il gagne l'Associate Members Cup en 1989, et où il joue jusqu'en 1994.
Brown rejoint ensuite Blackpool où il officie pendant deux années en tant que joueur et entraîneur adjoint de Sam Allardyce.

### Entraîneur
Après avoir découvert le métier d'entraîneur à Bolton, à l'invitation de Bruce Rioch, puis avoir été l'adjoint de Sam Allardyce à Blackpool, Brown retourne à Bolton Wanderers comme adjoint de Colin Todd. Après le départ de Todd en 1999, il assure un bref intérim à la tête de l'équipe, remportant quatre matchs sur cinq. Le choix du club se portant sur Sam Allardyce, il en redevient l'assistant pendant six ans.
Brown obtient son premier poste d'entraîneur à Derby County, en remplacement de George Burley, en juin 2005. Il est limogé en janvier 2006, après une série de résultats décevants.
En octobre 2006, Brown retrouve un poste d'adjoint, à Hull City. Après le licenciement de Phil Parkinson en décembre, alors que Hull est 22e en FL Championship, il est nommé entraîneur intérimaire. Ses premiers bons résultats lui valent d'être maintenu à son poste. Brown obtient le maintien espéré pour sa première saison, et mène l'année suivante son équipe au plus haut niveau du football anglais (la Premier League) pour la première fois de l'histoire centenaire du club. Cette promotion est remportée grâce à une victoire sur Bristol City à Wembley lors des play-offs du Championship, le 24 mai 2008.
Le contrat de Brown est prolongé de trois ans, le jour où le club remporte son premier match en PL, face à Fulham le 16 août 2008. Le 28 septembre, Hull est la deuxième équipe à battre Arsenal dans son nouveau Emirates Stadium, une victoire historique pour le club. L'excellent début de saison de l'équipe vaut à Brown d'être choisi comme l'entraîneur du mois en septembre 2008. Après neuf matchs, Hull est premier ex-aequo avec  Liverpool et Arsenal. Pourtant, la suite de la saison est difficile ; l'équipe lutte pour son maintien et Brown se trouve au centre de différentes polémiques visant notamment son comportement,,,,,,,,. Le 24 mai 2009, le maintien d'Hull est assuré, grâce à la défaite de son poursuivant Newcastle United.
Pendant l'été, Brown cherche à renforcer son équipe avec le recrutement de Seyi Olofinjana, Jozy Altidore (en prêt), Kamel Ghilas, Stephen Hunt, Paul McShane, Ibrahima Sonko, puis  Steven Mouyokolo et  Jan Vennegoor of Hesselink. Il perd par contre Michael Turner. Les premiers résultats sont cependant très décevants. En novembre 2009, des rumeurs annoncent son licenciement, mais les résultats s'améliorent un peu. Finalement, il est licencié en mars. Hull ne gagne qu'un seul des quinze derniers matchs et se trouve relégué.
Le 6 janvier 2011, il est nommé manager de Preston North End à la place de Darren Ferguson. Il ne parvient pas empêcher la relégation du club. Le début de saison suivante est prometteur, l'équipe pointant à la deuxième place à l'automne. Mais après la blessure des trois attaquants Iain Hume, Neil Mellor et Jamie Proctor, l'équipe plonge au classement. Brown et son adjoint Brian Horton sont licenciés le 14 décembre.
Le 25 mars 2013 Brown signe à Southend United. Il mène son équipe aux play-offs de promotion deux fois d'affilée. Southend United est finalement promu en League One en 2015.
Le 12 mars 2018 il est nommé entraîneur de Swindon Town jusqu’à la fin de la saison 2017-2018.